# 407 Arachne
407 Arachne este un asteroid din centura principală, descoperit pe 13 octombrie 1895, de Max Wolf.